# Josef Symon
Josef Symon (27. října 1932 Nehvizdy – 5. ledna 2021 Vídeň) byl česko-rakouský šperkař, sochař, výtvarný umělec a vysokoškolský pedagog, který pracoval převážně s kovem.

## Život
Josef Symon studoval v letech 1947–1950 na Keramické škole v Praze a poté v letech 1952–1958 na Vysoké škole uměleckoprůmyslové u Jana Nušla a v ateliéru sochaře Bedřicha Stefana. Roku 1959 byl na stipendijním pobytu na Vysoké škole výtvarných umění v Leningradu. S Josefem Symonem byli generačně i názorově spřízněni šperkaři Anton Cepka a Alena Nováková. Od počátku 60. let 20. století vytvářel autorské šperky, se kterými se zúčastnil tří souborných výstav Bilance (1960. 1962-3, 1966). Roku 1967 byl jeho soubor šperků oceněn na výstavě užitého umění v rámci Mezinárodního kongresu AICA, roku 1968 se zúčastnil I. mezinárodního symposia stříbrného šperku v Jablonci nad Nisou. Jeho práce byly součástí československé expozice na světové výstavě Expo 67 v Montrealu. Roku 1968 krátce po invazi vojsk Varšavské smlouvy do Československa emigroval do s rodinou Vídně. V letech 1968 až 1999 působil jako profesor na Hochschule für angewandte Kunst ve Vídni. Roku 1972 vyučoval na Letní akademii v Salcburku.
Jeho účast na zásadních světových přehlídkách šperku a umělecké práce v kovu pokračovala po emigraci po celá 70. a 80. léta. V roce 1984 se stal laureátem ceny Herberta Hofmanna, udělované ve spojitosti s Kunsthandwerkmesse v Mnichově. Od počátku 90. let se pravidelně vracel do Čech, kde často vystavoval a hovořil o svém díle.
Manželka Josefa Symona je restaurátorka knih Miroslava Symon (* 1938), dcery Tereza Symon a Katerina Svec-Symon jsou rovněž výtvarnice.

### Ocenění
- 1963 Zlatá medaile a Státní bavorská cena, Mnichov
- 1967 Čestný diplom, Světová výstava, Montréal
- 1969 Cena užitého umění a průmyslového výtvarnictví SČVU, Praha
- 1974 diplom World Craft Council, Toronto
- 1984 cena Herberta Hofmanna, Mnichov[2]
- 2017 Artis Bohemiae Amicis (spolu s Miroslavou Symon)[8]

## Dílo

### Šperky
Josef Symon chápal šperk nejen jako ozdobu těla a oděvu, ale jako komorní sochařské dílo v přímé vazbě na člověka. Počátkem 60. let byl ovlivněn informelem a ztvárňoval stříbro v hrubých strukturách s patinou, pomocí které zvyšoval dojem plastičnosti. Jeho stříbrné náhrdelníky z první poloviny 60. let zdobí české granáty nebo např. mušle v kombinaci s obecným kovem. Symonův přechod od strukturalismu ke konstruktivismu souvisel s jeho sochařskými realizacemi v architektuře. V 70. letech se ve špercích střídaly nebo vzájemně prolínaly vegetabilní a konstruktivní tendence, které v následujících letech vytvořily jeho nezaměnitelný rukopis. V 60. a 70. letech vytvářel především brože a náhrdelníky, později zejména náramky a prsteny.
Zjednodušováním původních tvarů inspirovaných přírodou dospěl až k elementárním podobám základního tvaru. Konečného efektu a dojmu bohatosti dosáhl zmnožením, adicí a vrstvením jednotlivých prvků. Jeho prsteny a náhrdelníky tvoří oblé a ladně prohnuté stříbrné plátky, vyrůstající asymetricky z obroučky nebo obojku. Autor pracuje i se světelnými efekty a odrazy od stříbrného nebo zlaceného povrchu, které zvyšují plasticitu i proměnlivost šperku. Symonův náramek není pouhou obroučkou, ale je ztvárněn jako drobné sochařské dílo. Plasticity je dosaženo kompaktní šíří nebo zdvojením kruhů, kde meziprostor vyplňují lamely, výstupky obloučky a tyčinky, nebo zasazený kámen. Také technická stránka šperku je vyřešena precizním skrytím uzávěru nebo jeho organickým zapojením jako součásti šperku. Pohodlnou nositelnost zajišťuje zploštění kruhu nebo vnitřní přepážka, která brání přetáčení na ruce.
V 80. letech se Symonovy šperky více podřizují geometrickému řádu a organicky zaoblené formy nahrazují pravoúhlé, trojúhlé a kruhové stříbrné plošky s matovaným povrchem., které jsou řazeny vějířovitě za sebou. Brože a ozdobné části náhrdelníků umožňují asymetrický posun v drážce.

### Sochařská tvorba
V 60. letech Josef Symon navrhl interiér smuteční obřadní síně v Havlíčkově Brodě, plastiku "Oheň" pro krematorium v Mostě, vrata hřbitova ve Vokovicích a reliéf pro budovu ředitelství Avia Letňany. V 80. letech vytvářel komorní i monumentální exteriérové plastiky, kde důsledně uplatňoval princip zmnožení průhledů a řazení plátů kovu vytvářejících lamely nebo rastr. Konstruktivistické oproštění a zjednodušení forem je charakteristické i pro jeho řešení sakrálních interiérů a liturgické předměty.
Pro vídeňskou Nadaci Alexandera Zemlinského vytvořil náhrobek a pomník ve Vídni, a pamětní desku v Praze a cenu, pro klášter Geras vytvořil výzdobu a soubor liturgických předmětů. Je autorem pomníku z eloxovaného hliníku pro Literatienpark am Wolfgangsee.

### Zastoupení ve sbírkách
- Uměleckoprůmyslové museum v Praze
- Moravská galerie v Brně[19]
- Slovenská národná galéria, Bratislava[20]
- Muzeum skla a bižuterie v Jablonci nad Nisou
- Severočeské muzeum v Liberci
- Muzeum Českého ráje, Turnov
- Krajský vlastivědný ústav, Olomouc
- Muzeum české krajky, Vamberk
- Österreichisches Museum für angewandte Kunst, Wien
- Stadt Wien
- Landessammlungen Niederösterreich[21]
- Schmuckmuseum Pforzheim
- Danner Stiftung, Mnichov[2]
- Die Neue Sammlung, Mnichov
- Dallas Museum of Art, USA

### Výstavy

#### Autorské (výběr)
- 1962 Divadlo Na Zábradlí, Praha
- 1964 Galerie Fronta, Praha
- 1967 Galerie Platýz, Praha
- 1972, 1976 Österreichisches Museum für angewandte Kunst, Wien
- 1978 Kunstindustrimuseet, Kodaň
- 1981 Galerie Am Graben, Vídeň
- 1988 Galerie Kunstformen jetzt!, Salcburk
- 1989 Stadtmuseum, Linec, Neue Galerie, Vídeň
- 1992 Galerie U Mozarta, Praha
- 1993 Retrospektiva 1960–1993, Uměleckoprůmyslové museum, Praha
- 1993–1994 Retrospektiva 1960–1993, Uměleckoprůmyslové muzeum, Brno (Brno-město)
- 1994 Retrospektiva 1960–1993, Künstlerhaus Wien, Vídeň (Wien)
- 1994 Retrospektiva 1960–1993, Salzburg Museum (Carolino Augusteum), Salcburk
- 2003 Objekte aus Metall / Objekty s kovu, Universität für angewandte Kunst, Vídeň (Wien)
- 2003 Objekte aus Metall / Objekty z kovu, Galerie Oskara Kokoschky, Praha
- 2017 Josef Symon – Miroslava Symon, Strahovský klášter, Praha

#### Kolektivní (výběr)
- 1962 Užité umění mladých, Umělecká beseda, Praha
- 1963 Internationale Kunsthandwerk, Stuttgart, Sonderschmuckschau, Mnichov
- 1966 Bilance ´66, Mánes, Praha
- 1967 Aktuální tendence českého umění, výstava k IX. Mezinárodnímu kongresu AICA, Obecní dům, Praha
- 1967 Světová výstava Expo ´67, Montréal
- 1968 Kov a šperk, Galerie na Betlémském náměstí, Praha
- 1968 Bilanz 68, Arbeitsgemeinschaft des deutschen Kunsthandwerkes, Kolín nad Rýnem
- 1968 Jablonec 68: Mezinárodní výstava bižuterie, Výstaviště, Jablonec nad Nisou
- 1968 Stříbrný šperk 1968: Výstava výsledků I. mezinárodní symposium Jablonec nad Nisou, Muzeum skla a bižuterie v Jablonci nad Nisou
- 1969 50 let českého užitého umění a průmyslového výtvarnictví, Mánes, Praha, Österreichisches Museum für angewandte Kunst, Wien
- 1970, 1973 Schmuck Tendenzen, Schmuckmuseum Pforzheim
- 1972 Internationale Schmuckschau, Mnichov
- 1973 21o premio del fiorino biennale internazionale d´arte, Florencie
- 1973 4e Exposition internationale de bijoux d´art contemporain, Toulouse
- 1974 Kreativer Schmuck, Schweizerische Mustermesse, Basel
- 1976 Aurea ´76, Biennale dell arte orafa, Florencie
- 1978 Internationale Sommerakademie für Bildende Kunst, Salzburg
- 1978 Bijoux et objects d´Autriche, Musée des arts décoratifs, Lausanne
- 1979 The 4th Tokio Triennal
- 1980 Schmuck international 1900-1980, Künstlerhaus, Wien
- 1982 Internationale Kunsthandwerk Ausstellung, Österreichisches Museum für angewandte Kunst, Wien
- 1983 The 5th Tokio Triennal. International Jewellery Art Exhibition, Tokio
- 1984 Giollii Arte Contemporanea d´Austria, Biennale di Venezia
- 1984 Jewelry International, American Craft Museum, New York
- 1986 The 6th Tokio Triennal. International Jewellery Art Exhibition, Tokio
- 1986 8. Europäische Silbertriennale ´86. Deutsches Goldschmiedehaus, Hanau
- 1988 Schmuck aus Österreich, Galerie Michele Zeller, Bern
- 1989 Hochschule für angewandte Kunst in Wien. Zu Beginn der 90er jahre, Wien
- 1990 Kov a šperk, Galerie Václava Špály, Praha
- 1991 Ausstrahlungen. Schmuck 1936-1991, Vídeň, VŠUP Praha
- 1993 13 Goldschmiede von Amsterdam bis Tokio, Bayerische Akademie der Schönen Künste, Mnichov
- 1996 Český granát ve špercích, Moravská galerie v Brně
- 1996 Užité umění 60. let, Moravská galerie v Brně
- 1999/2000 Turning point. Schmuck aus Österreich zur Jahrhundertswerde, St. Polten, Klagenfurt, Vídeň
- 2003 Český šperk 1950-2000, Pražský hrad, Císařská konírna, Praha
- 2017 Pioneers of Czech Modern Jewellery, Tschechisches Zentrum, München
- 2017 Automat na výstavu: Československý pavilon na Expo 67 v Montrealu / The Automatic Exhibition: The Czechoslovak Pavilion at Expo 67 in Montreal, Retromuseum, Cheb
- 2018 Jablonec ’68, Die Neue Sammlung: The International Design Museum Munich (Staatliches Museum für angewandte Kunst), Mnichov
- 2018 Jablonec 68: Der Ost-West-Schmuckgipfel, Bröhan-Museum, Berlín

### Galerie

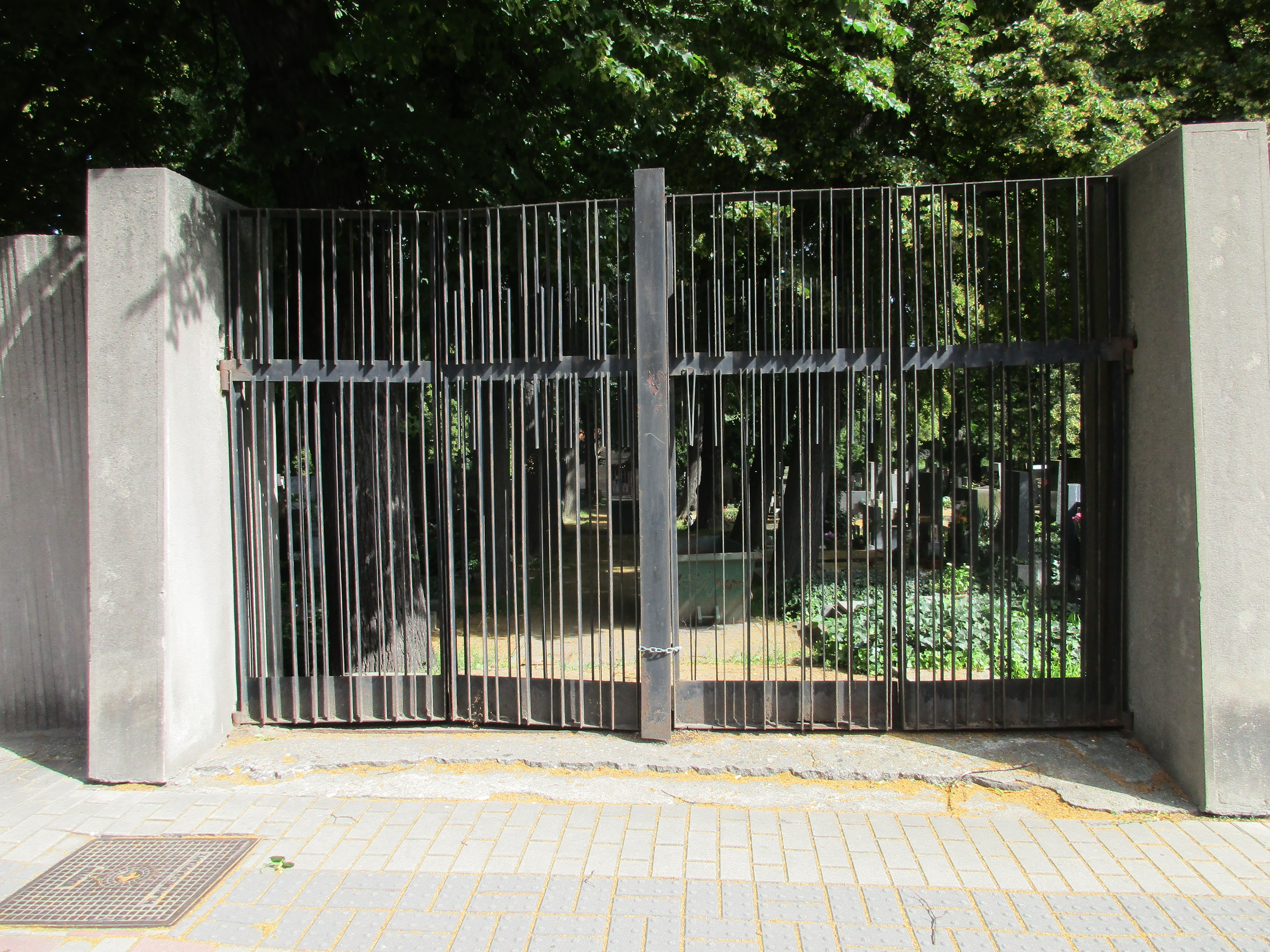
Hřbitov Vokovice, hřbitovní brána
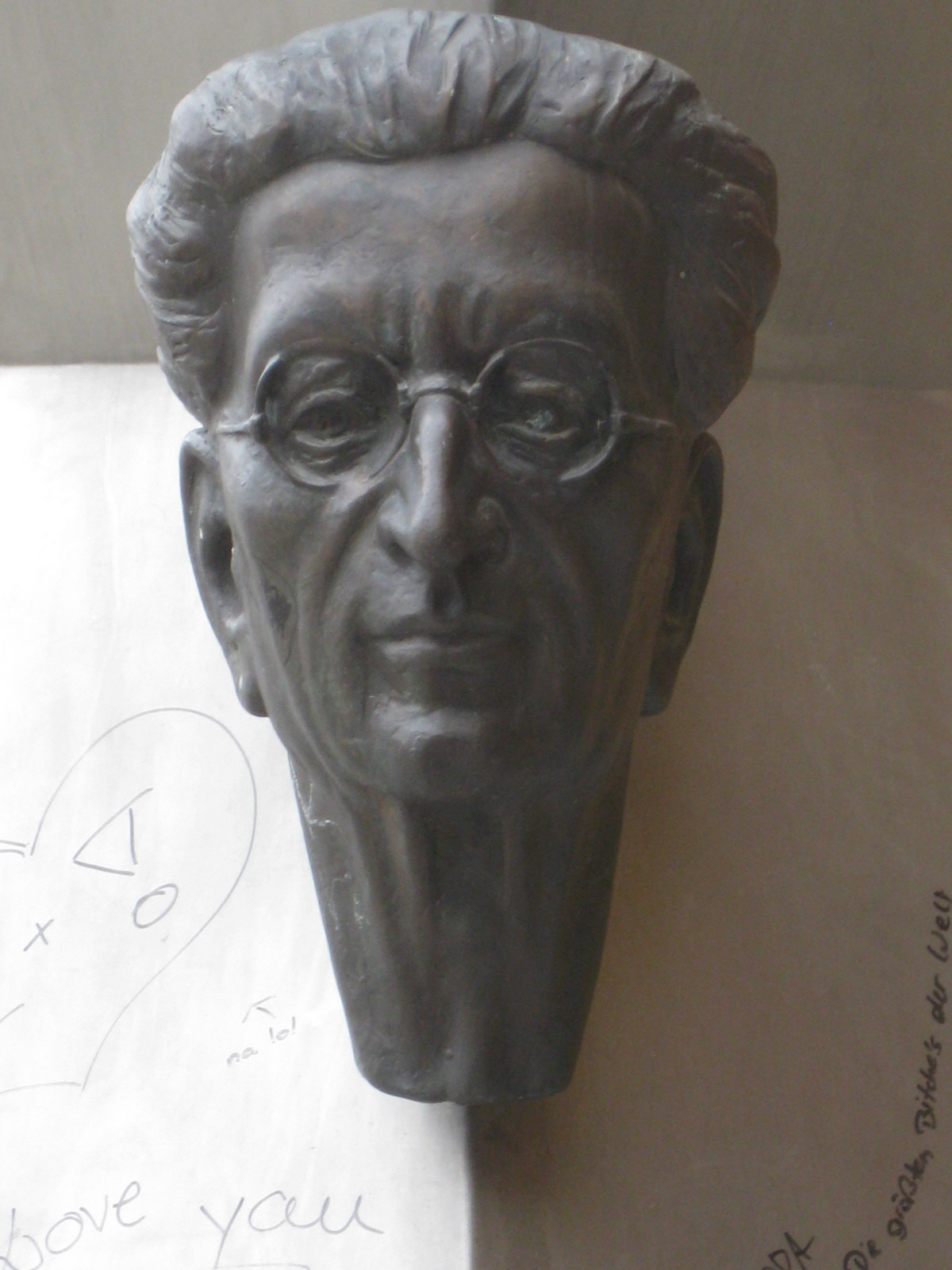
busta Alexandra Zemlinského
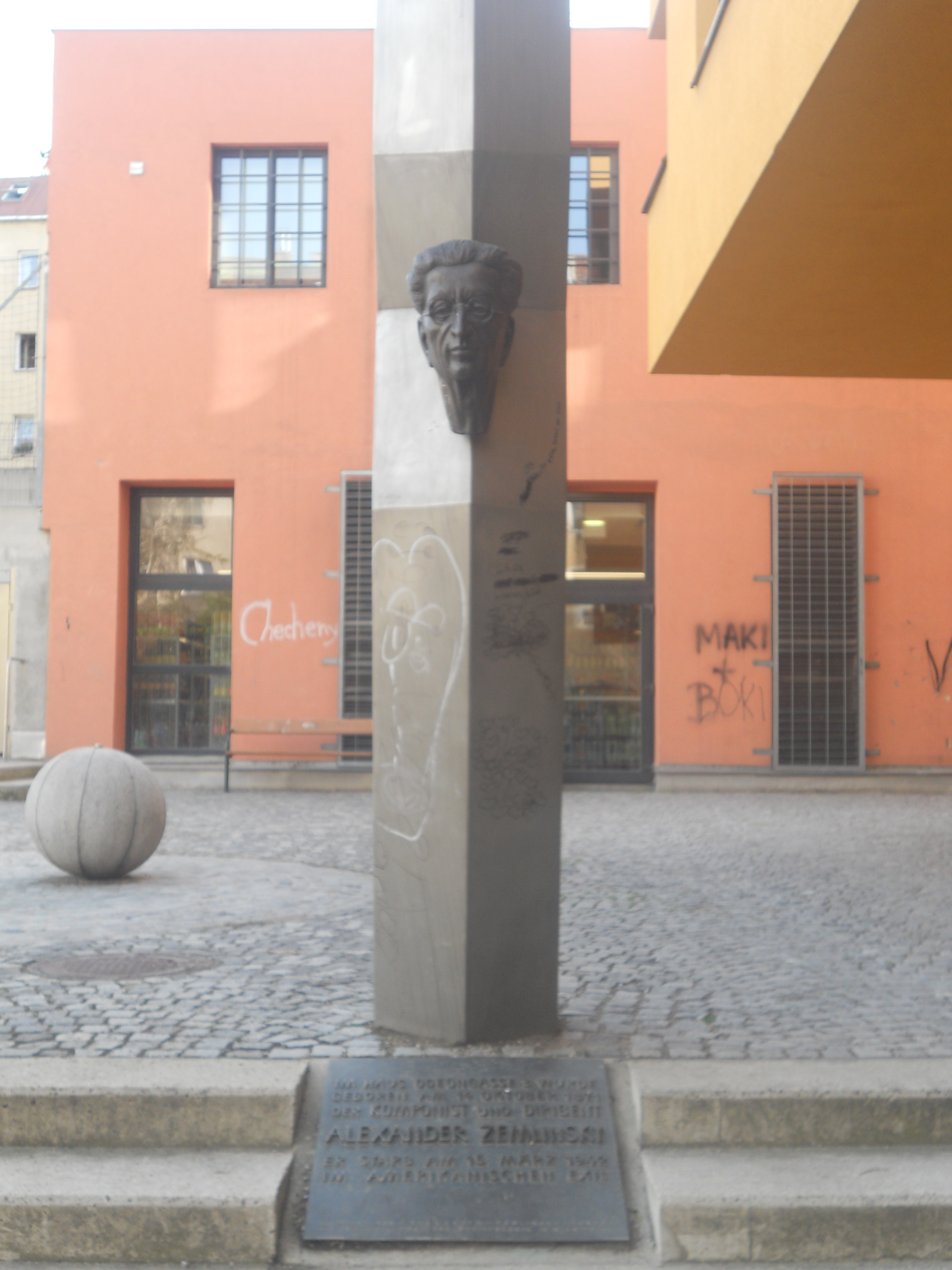
Pomník Alexandra Zemlinského, Odeongasse, Vídeň
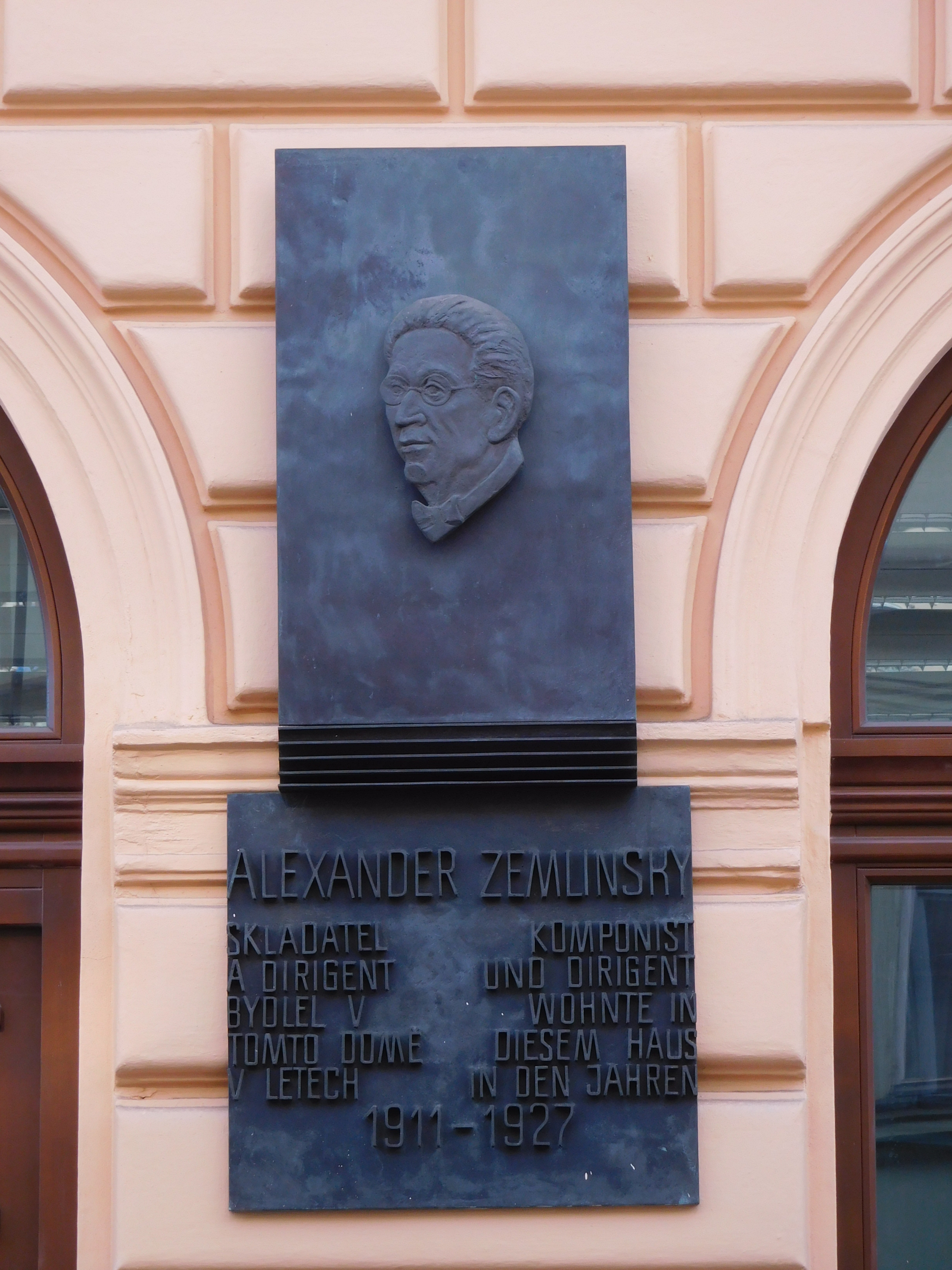
Pamětní deska Alexandra Zemlinského, Praha Nové Město, Havlíčkova 11
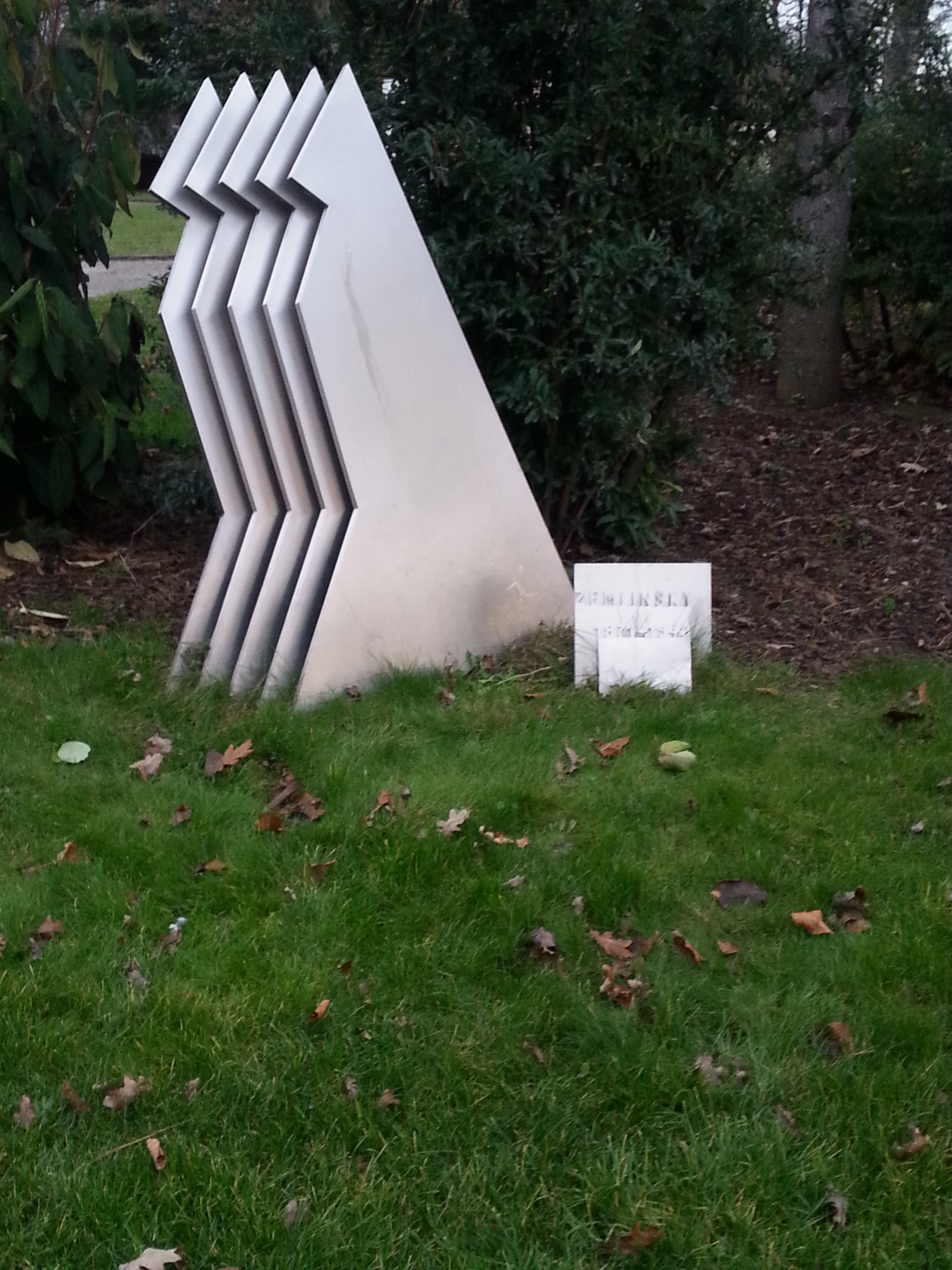
náhrobek Alexandra Zemlinského, Vídeň

### Články autora
- Josef Symon: Výtvarník a církevní prostor, Umění a řemesla 3, 1991, s. 79-80

### Katalogy

#### Autorské
- Josef Symon, Šperky únosné a neúnosné, Kat. Galerie Fronta, Praha 1984
- Josef Symon: Metallobjekte und Schmuck (text Peter Baum), kat. Österreichisches Museum für angewandte Kunst, Wien 1972
- Symon + Symon, Schmuck und Objekte aus Papier, Leder, Metal, kat. Österreichisches Museum für angewandte Kunst, Wien 1976
- Peter Baum, Metal - Smykker - Objekte Josef Symon, Kopenhagen 1978
- Wolfgang Drechsler: Symon + Symon, Metall, Papier, Leder, Wien 1981
- Věra Vokáčová, Alena Křížová, Josef Symon: Josef Symon - Retrospektiva/e 1960-1993, Praha 1993

#### Kolektivní (výběr)
- Bilance 1962-63 (Průmyslových výtvarníků U. B.), Umělecká beseda, Praha 1963
- Internationales Kunshandwerk, kat. výstavy, Stuttgart 1963
- Karel Hetteš, Bilance 66 (V. členská výstava skupiny průmyslových výtvarníků U.B.), Umělecká beseda, Praha 1966
- Věra Vokáčová, Stříbrný šperk 1968 (Výstava výsledků I. mezinárodního symposia v Jablonci n. N.), 1968
- Věra Vokáčová, Kov a šperk, 1968
- Karel Hetteš, Wilhelm Mrazek, 50 Jahre der Tschechischen angewandten Kunst und industrial design (Meilensteine der Entwicklung in den Jahren 1918 - 1968), Österreichisches Museum für angewandte Kunst / Gegenwartskunst, Vídeň 1969
- Fritz Falk, Schmuck ´70-Tendenzen, Pforzheim 1970
- Karel Hetteš, Jiří Šetlík, Zamiary i zapasy (50 lat czeskiej sztuki stosowanej i plastyki przemysłowej), Wroclaw 1970
- Fritz Falk, Schmuck ´73-Tendenzen, Pforzheim 1973
- Kreativer Schmuck, Basel 1974
- Östrerreichische Beiträge zu einem modernen Wohn- und Lebensstil, Wien 1978
- The Bowl, kat. výstavy, London 1978
- Bijoux et objects d´Autriche, Lausanne 1978
- Peter Baum, Angewandte Kunst in Österreich-Heute, Wien 1979
- Sieben österreichischer Künstler, München 1979
- Petr Spielmann, Die Kunst Osteuropas im 20. Jahrhundert in öffentlichen Sammlungen der Bundesrepublik Deutschland und Berlins (West), Museum Bochum 1980
- Peter Skubic, Schmuck International 1900-1980, Wien 1980
- Internationale Kunsthandwerk Ausstellung, Österreichisches Museum für angewandte Kunst, Wien 1982
- Hellen W Drutt, Jewelry International, New York 1984
- Věra Vokáčová, Český granát, Turnov 1984
- A.B. Chadour, Europäische Silbertriennale 86, Hanau 1986
- Inge Asenbaum, Bijoux autrichiens, Brusel 1987
- Schmuck aus Österreich, Bern 1988
- Schmuck Kunst - Hommage ´Sepp Schmölzer, Klagenfurt 1989
- Hochschule für angewandte Kunst in Wien, Wien 1989
- Věra Vokáčová, Kov a šperk: Oborová výstava, Unie výtvarných umělců České republiky 1990
- Ausstrahlungen. Schmuck 1936-1991, Wien 1991
- Herman Jünger, 13 Goldschmiede von Amsterdam bis Tokio, München 1993
- Alena Křížová, Český granát ve špercích, Brno 1996
- Antonín Dufek a kol., Užité umění 60. let, Moravská galerie v Brně 1996, ISBN 80-7027-053-5
- Alena Křížová, Český šperk 1950-2000 / Czech Jewellery 1950-2000, Správa Pražského hradu 2003
- Ivo Barteček a kol., České umění v exilu / Tschechische Kunst im Exil: Wien, Agentura Galia 2010
- Angelika Nollert (ed.), Jablonec '68 (Erstes Gipfeltreffen der Schmuckkünstler aus Ost und West / The First Summit of Jewelry Artists from east and West), Arnoldsche 2018, ISBN 978-3-89790-519-1

### Souborné publikace (výběr)
- Daniela Kramerová, Terezie Nekvindová (eds.), Automat na výstavu (Československý pavilon na Expo 67 v Montrealu), Akademie výtvarných umění, Praha, GAVU Cheb 2017, ISBN 978-80-87395-31-8
- Iva Knobloch Janáková, Radim Vondráček, Design v českých zemích 1900-2000, UPM, Academia Praha 2016, ISBN 978-80-200-2612-5 (Acad.), ISBN 978-80-7101-157-6 (UPM)
- Schmuttermeier, E. en Thun-Hohenstein, C. (2015) Schmuck 1970-2015, Sammlung Bollmann, arnoldsche Art Publishers, Stuttgart 2015, ISBN 9783897904286
- Alena Křížová, Proměny českého šperku na konci 20. století, Academia, Praha 2002, ISBN 80-200-0920-5
- Hölscher, P., Schmuck/Jewelry, Die Neue Sammlung Danner Stiftung, arnoldsche Art Publishers, Stuttgart 2000, ISBN 9783897905856
- Ralph Turner, Contemporary Jewellery, Studio Vista, London 1976 (p. 59, 61-62), ISBN 9780289706701

### Články
- Alena Křížová, Český šperkař Josef Symon, Bulletin Moravské galerie 48, 1993, s. 41-42
- Věra Vokáčová, Arbeiten von Josef Symon. Prag, Deutsche Goldschmiedezeitung 6, 1964, s. 489
- Peter Baum: Josef Symon - Metallobjekte und Schmuck, Alte und moderne Kunst 126, 1973, s. 56
- J.D.: Künstler - Porträt Josef Symon, Schweizerische Uhrmacher und Goldschmieder Zeitung 10, 1974, s. 80-82